# 1935 Lucerna
1935 Lucerna è un asteroide della fascia principale. Scoperto nel 1973, presenta un'orbita caratterizzata da un semiasse maggiore pari a 2,6258882 UA e da un'eccentricità di 0,2287202, inclinata di 9,56758° rispetto all'eclittica.